# Aspect sémantique
Un aspect sémantique est un aspect qui repose sur le sens du verbe, contrairement aux aspects formels qui reposent sur des morphèmes (adverbes ou auxiliaires pour les aspects lexicaux, conjugaison pour les aspects grammaticaux).
Aspect sémantique est parfois considéré comme synonyme d'Aktionsart.
Les aspects sémantiques sont constitués des aspects perfectif et imperfectif pour les verbes dynamiques, et de l'aspect statique pour les verbes statiques.

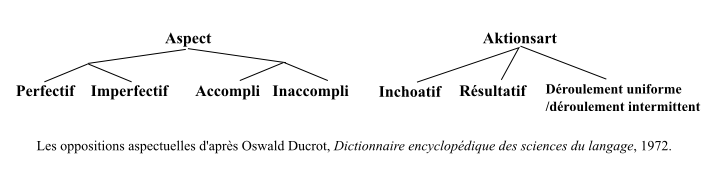
En 1972, Oswald Ducrot reprend la distinction aspect et Aktionsart.